# Фехта (район)
Фехта  (нім. Vechta) — район у Німеччині, у складі федеральної землі Нижня Саксонія. Адміністративний центр — місто Фехта.

## Населення
Населення району становить 144 805 осіб (станом на 31 грудня 2021).

## Адміністративний поділ
Район складається з 4 міст і 6 громад (нім. Einheitsgemeinden).
Дані про населення наведені станом на 31 грудня 2021.
| 1. Бакум (6577) 2. Дамме (місто) (17366) 3. Дінклаге (місто) (13290) 4. Гольденштедт (10037) 5. Гольдорф (7455) 6. Лоне (місто) (27387) 7. Ноєнкірхен-Ферден (9021) 8. Фехта (місто) (33309) 9. Фісбек (10047) 10. Штайнфельд (10316) |